# Mad Caddies
Die Mad Caddies sind eine US-amerikanische Ska-Punk-Band, welche im August 1995 in Solvang, Kalifornien gegründet wurde.

## Stil
Die Band verwendet in ihren Titeln Elemente des Melodic-Punkrocks, Ska, Hardcore-Punk, Reggae und – insbesondere auf dem zweiten Album Duck and Cover – auch Dixieland-Jazz. Während ihre erste CD Quality Softcore noch sehr am reinen Ska orientiert ist, finden sich auf Duck and Cover hingegen vorwiegend Punk- und auch Jazz-Elemente mit ein. Ihr drittes Album Rock the Plank hat bis auf wenige Ausnahmen keine Dixieland-Elemente mehr. Das vierte und fünfte Album sind dagegen eher am Pop orientiert, sie sind langsamer und haben ernstere Themen.
2004 starteten Chuck, Sascha, Carter und Derrek (Lagwagon, Bad Astronaut, The Ataris) ein Nebenprojekt unter dem Namen  Sweet Action. Insgesamt nahm die Band vier Songs auf. Stilistisch bewegten sich die Musiker zwischen Pop- und Skatepunkelementen. Das Projekt wies weder Skaelemente oder den Einsatz von Blasinstrumenten auf. Ein Track der Band wurde in die Happy Meals Compilation-Series aufgenommen, welche unter My Records, dem ehemaligen Label des Lagwagon Sängers veröffentlicht wurden. Joey Cape betreibt heute das Digi-Label „One Week Records“. Der Drummer (Derrick Plourde) beteiligte sich an einer Vielzahl von Bands, unter anderem Bad Astronaut oder The Ataris (Debut).

## Diskografie
Alben
- 1997: Quality Soft Core (Honest Don’s/Fat Wreck Chords)
- 1998: Duck and Cover (Fat Wreck Chords)
- 2000: The Holiday Has Been Cancelled (Fat Wreck Chords)
- 2001: Rock the Plank (Fat Wreck Chords)
- 2003: Just One More (Fat Wreck Chords)
- 2004: Live from Toronto: Songs in the Key of Eh (Fat Wreck Chords)
- 2007: Keep It Going (Fat Wreck Chords)
- 2010: Consentual Selections – Best Of (Fat Wreck Chords)
- 2014: Dirty Rice (Fat Wreck Chords)
- 2018: Punk Rocksteady (Fat Wreck Chords)
- 2020: House on Fire (Fat Wreck Chords)
- 2024: Arrows Room 117 (Fat Wreck Chords/SBÄM Records)

## Belege
1. ↑  Sweet Action